# Pedro José Figueroa
Pedro José Figueroa, né à Bogota en 1770 et mort dans la même ville en 1838, est un artiste peintre colombien.
Il réalisa plusieurs portraits tels que ceux de Simón Bolívar ou Antonio Nariño.